# 日本民家再生協会
認定特定非営利活動法人 日本民家再生協会（にほんみんかさいせいきょうかい）は東京に本部を置く全国組織である。
英語名はJAPAN MINKA REVIVAL ASSOCIATIONで、略称はJMRA（ジェムラ）。
1997年に、伝統的な民家を人が住みながら残していく運動を展開することを目的に設立された。
「民家バンク」の運営、民家再生相談、「民家の学校」の開催など多彩な活動を展開している。
民家に関心のある人に広く会員加入を勧めている。

## 概要
今日、急速に失われつつある日本の伝統的な民家を現代に甦らせ、次代に引き継ぐ運動をすすめることを目的としている。伝統的な民家は日本の住文化の結晶であり、世界に誇れる文化遺産であるとの認識に基づいている。

## 活動内容
- 広報・出版

情報誌『民家』（季刊）を発行するほか、『民家再生の実例』などの書籍を編修・制作。ホームページで各種民家情報を提供。
- 民家再生の促進

「民家バンク」を運営。民家再生相談デスクを常設。民家再生専門家の登録事業者を選定。「民家再生奨励賞」を設け、優良事例を顕彰。
- 民家フォーラム、各種イベントの開催

毎年「民家フォーラム」を地区持ち回りで開催。全国各地で再生民家見学会などのイベントを多数開催。
- 民家の学校・民家塾、研修会・セミナーの開催

全国各地で連続講座「民家の学校」「民家塾」を開催。民家再生技術の研修会・セミナーを開催。
- 民家トラストの支援、民家利活用の推進

大型民家のトラストによる社会的利活用を支援。民家の多目的利活用に関する情報の提供。
- 地域活性化・まちづくりの支援

自治体、地元NPOと提携して地域活性化に協力。民家・町並み見学会、各地まちづくり団体との交流会などのイベントを開催。
- 国際交流

フランス民家協会との情報交換。海外民家視察ツアーの実施。在日外国人との交流。

## 沿革
- 1997年9月 - 「日本民家再生リサイクル協会」設立。
- 2001年6月 - 特定非営利活動法人となる。
- 2009年5月 - 「日本民家再生協会」に名称変更。
- 2013年12月‐認定・特定非営利活動法人となる

## 組織
会員
正会員：総会での議決権を持ち、本協会のすべての活動に参加できる。情報誌『民家』、会報『JMRA通信』を定期配付。入会金10,000円、年会費12,000円（団体は30,000円）
友の会会員：各種イベントに参加できる。情報誌『民家』、会報『JMRA通信』を定期配付。入会金不要、年会費6,000円（学生は3,000円）。
役員
理事：総会にて選出され、理事会を構成する。任期は1期2年（2期まで）。
監事：総会にて選出。任期は1期2年（2期まで）。
代表理事、副代表理事、常任理事：理事会で互選。
委員会、部会、地区組織
組織図のとおり。

## 会長
大林宣彦（映画作家）

## 特別会員
市毛良枝（俳優） 内山節（哲学者）　大倉源次郎（能楽師） 大宅映子（評論家） C・W・ニコル（作家） 日塔和彦（文化財建造物修復技術者）浜美枝（俳優） 林望（作家） 降幡廣信（建築家）（50音順）